# Route 36 (Alberta)
La Route 36, aussi nommée la Veterans Memorial Highway, est une route sud / nord située dans l'est de l'Alberta. Elle relie la route 4 près de Warner à la route 55 à Lac La Biche. Il a été tenté en 2013 par le Comté de Lac la Biche de renuméroter la route 881 depuis la route 36 vers le nord jusqu'à la route 63, au sud de Fort McMurray, mais sans succès,.

## Intersections majeures
| Municipalité rurale / spécialisée                   | Ville        | km                                                   | Destinations                                                              | Notes                                                            |
| --------------------------------------------------- | ------------ | ---------------------------------------------------- | ------------------------------------------------------------------------- | ---------------------------------------------------------------- |
| Comté de Warner No 5                                | Warner       | 0,00                                                 | AB-4 – Coutts, Lethbridge                                                 |                                                                  |
| Comté de Warner No 5                                |              | 1,00                                                 | AB-504 est                                                                | Terminus ouest de l'AB-504                                       |
| Comté de Warner No 5                                | Wrentham     | 27,40                                                | AB-61 – Lethbridge, Foremost, Manyberries                                 |                                                                  |
| M.D. Taber                                          |              | 44,80                                                | AB-513 est                                                                | Terminus ouest de l'AB-513                                       |
| M.D. Taber                                          | Taber        | 57,20                                                | AB-3 ouest – Lethbridge                                                   | Terminus sud du multiplex avec l'AB-3                            |
| M.D. Taber                                          | Taber        | 59,80                                                | AB-3 est – Medicine Hat                                                   | Terminus nord du multiplex avec l'AB-3                           |
| M.D. Taber                                          |              | 80,10                                                | Traverse la rivière Oldman                                                | Traverse la rivière Oldman                                       |
| M.D. Taber                                          | 84,10        | AB-875 nord – Hays, Rolling Hills                    | Terminus sud de l'AB-875                                                  |                                                                  |
| M.D. Taber                                          | Vauxhall     | 93,20                                                | AB-524 ouest – Retlaw                                                     | Terminus sud du multiplex avec l'AB-524                          |
| M.D. Taber                                          |              | 97,60                                                | AB-524 est – Hays, Redcliff                                               | Terminus nord du multiplex avec l'AB-524                         |
| M.D. Taber                                          | 104,10       | AB-526 ouest – Enchant                               | Terminus est de l'AB-526                                                  |                                                                  |
| Limite M.D. Taber–Comté de Newell                   |              | 113,90                                               | Traverse la rivière Bow                                                   | Traverse la rivière Bow                                          |
| Comté de Newell                                     |              | 115,70                                               | AB-530 est – Rolling Hills                                                | Terminus ouest de l'AB-530                                       |
| Comté de Newell                                     | 129,80       | AB-873 – Rainier, Parc provincial de Kinbrook Island |                                                                           |                                                                  |
| Comté de Newell                                     | 143,00       | AB-539 ouest – Lomond                                | Terminus est de l'AB-539                                                  |                                                                  |
| Comté de Newell                                     | 152,80       | AB-542 est – Brooks                                  | Terminus ouest de l'AB-542                                                |                                                                  |
| Comté de Newell                                     | 160,10       | AB-1 – Calgary, Brooks, Medicine Hat                 |                                                                           |                                                                  |
| Comté de Newell                                     | 166,00       | AB-544 est – Patricia, Parc provincial Dinosaur      | Terminus ouest de l'AB-544                                                |                                                                  |
| Comté de Newell                                     | Duchess      | 172,20                                               | AB-550 – Rosemary, Duchess                                                |                                                                  |
| Comté de Newell                                     |              | 190,30                                               | AB-556 ouest – Gem                                                        | Terminus est de l'AB-556                                         |
| Limite Comté de Newell–Aire spéciale No 2           |              | 192,50                                               | Traverse la rivière Red Deer                                              | Traverse la rivière Red Deer                                     |
| Aire spéciale No 2                                  |              | 203,20                                               | AB-561 est – Cessford                                                     | Terminus ouest de l'AB-561                                       |
| Aire spéciale No 2                                  | 232,90       | AB-570 – Sunnynook, Dorothy                          |                                                                           |                                                                  |
| Aire spéciale No 2                                  | 259,30       | AB-577 est – Sheerness                               | Terminus ouest de l'AB-577                                                |                                                                  |
| Aire spéciale No 2                                  | 272,80       | AB-9 est – Oyen                                      | Terminus sud du multiplex avec l'AB-9                                     |                                                                  |
| Aire spéciale No 2                                  | 275,40       | AB-9 ouest – Hanna, Drumheller, Calgary              | Terminus nord du multiplex avec l'AB-9                                    |                                                                  |
| Aire spéciale No 2                                  | 288,40       | AB-586 est                                           | Terminus ouest de l'AB-586                                                |                                                                  |
| Comté de Paintearth No 18                           | Castor       | 339,60                                               | AB-12 – Stettler, Coronation                                              |                                                                  |
| Comté de Paintearth No 18                           | Castor       | 342,20                                               | AB-599 ouest                                                              | Terminus sud du multiplex avec l'AB-599                          |
| Comté de Paintearth No 18                           |              | 344,30                                               | AB-599 est                                                                | Terminus nord du multiplex avec l'AB-599                         |
| Limite Comté de Paintearth No 18–Comté de Flagstaff |              | 365,00                                               | Traverse la rivière Battle                                                | Traverse la rivière Battle                                       |
| Comté de Flagstaff                                  |              | 368,20                                               | AB-602 est – Alliance                                                     | Terminus ouest de l'AB-602                                       |
| Comté de Flagstaff                                  | 384,80       | AB-53 ouest – Forestburg AB-608 est                  | Terminus est de l'AB-53 Terminus ouest de l'AB-608                        |                                                                  |
| Comté de Flagstaff                                  | Killam       | 408,70                                               | AB-13 – Camrose, Provost                                                  |                                                                  |
| Comté de Beaver                                     |              | 433,60                                               | AB-26 ouest – Camrose                                                     | Terminus sud du multiplex avec l'AB-26                           |
| Comté de Beaver                                     | 437,50       | AB-26 est – Kinsella                                 | Terminus nord du multiplex avec l'AB-26                                   |                                                                  |
| Comté de Beaver                                     | Viking       | 446,00                                               | AB-14 – Edmonton, Wainwright                                              |                                                                  |
| Comté de Beaver                                     | Viking       | 446,20                                               | AB-619 est – Lloydminster                                                 | Terminus ouest de l'AB-619                                       |
| Comté de Minburn No 27                              |              | 483,90                                               | AB-16 (Route Yellowhead) – Edmonton, Lloydminster                         |                                                                  |
| Comté de Minburn No 27                              | 496,80       | AB-631                                               |                                                                           |                                                                  |
| Comté de Two Hills No 21                            | Two Hills    | 516,70                                               | AB-45 ouest – Bruderheim                                                  | Terminus sud du multiplex avec l'AB-45                           |
| Comté de Two Hills No 21                            |              | 520,50                                               | AB-45 est – Marwayne                                                      | Terminus nord du multiplex avec l'AB-45                          |
| Comté de Two Hills No 21                            | 527,00       | AB-29 ouest – Hairy Hill, Lamont                     | Terminus sud du multiplex avec l'AB-29                                    |                                                                  |
| Comté de Two Hills No 21                            | Duvernay     | 528,80                                               | Traverse la rivière Saskatchewan Nord                                     | Traverse la rivière Saskatchewan Nord                            |
| Comté de Two Hills No 21                            | Brosseau     | 528,80                                               | Traverse la rivière Saskatchewan Nord                                     | Traverse la rivière Saskatchewan Nord                            |
| Comté de Saint-Paul No 19                           |              | 548,50                                               | AB-646 est – Lafond, Elk Point                                            | Terminus ouest de l'AB-646                                       |
| Comté de Saint-Paul No 19                           | 558,40       | AB-652 ouest – Saddle Lake                           | Terminus est de l'AB-652                                                  |                                                                  |
| Comté de Saint-Paul No 19                           | Saint-Brides | 560,00                                               | AB-29 est – Saint-Paul                                                    | Terminus nord du multiplex avec l'AB-29                          |
| Comté de Saint-Paul No 19                           | Ashmont      | 575,70                                               | AB-28 est – Bonnyville, Cold Lake                                         | Terminus sud du multiplex avec l'AB-28                           |
| Comté de Saint-Paul No 19                           |              | 582,70                                               | AB-866 nord – McRae                                                       | Terminus sud de l'AB-866                                         |
| Comté de Smoky Lake                                 |              | 598,10                                               | AB-859 sud – Hamlin                                                       | Terminus nord de l'AB-859                                        |
| Comté de Smoky Lake                                 | 606,90       | AB-28 ouest – Smoky Lake, Edmonton                   | Terminus nord du multiplex avec l'AB-28                                   |                                                                  |
| Comté de Lac La Biche                               |              | 661,30                                               | AB-55 est – Cold Lake                                                     | Terminus sud du multiplex avec l'AB-55                           |
| Comté de Lac La Biche                               | Lac La Biche | 679,00                                               | AB-55 ouest – Athabasca AB-881 nord – Beaver Lake, Conklin, Fort McMurray | Terminus nord du multiplex avec l'AB-55 Terminus sud de l'AB-881 |
| - Terminus de multiplex                             |              |                                                      |                                                                           |                                                                  |